# Per Ljostveit
Per Ljostveit (21 ottobre 1928 – 17 maggio 1990) è stato un calciatore norvegese, di ruolo attaccante.

## Carriera

### Club
Ljostveit giocò con la maglia del Larvik Turn.

### Nazionale
Conta 7 presenze e una rete per la Norvegia. Esordì il 30 maggio 1954, nella sconfitta per 5-0 contro l'Austria. Mise a referto l'unica marcatura in data 4 giugno 1954, nella vittoria per 1-2 contro la Danimarca.